# Джун Колльер
Джун Колльер (англ. June Collyer, урождённая Доротея Хеерманс (англ. Dorothea Heermance), 19 сентября 1906 — 16 марта 1968) — американская актриса. С началом актёрской карьеры взяла себе фамилию матери, дебютировав в 1927 году в немой драме Аллана Двона «Ист-сайд, Вест-сайд». В следующем году актриса была включена в список «WAMPAS Baby Stars», как одну из перспективных начинающих звёзд. На киноэкранах Колльер продолжала появляться до конце 1930-х годов, снявшись в картинах Четверо сыновей (1928), Иллюзия (1929), Александр Гамильтон (1931), После полуночи (1933), Лицо в тумане (1936) и ряде других.
В 1931 году на съёмках вестерна «Гостевое ранчо» Колльер познакомилась с актёром Стюартом Эрвином, который в июле того же года стал её мужем. В сентябре 1932 года у супругов родился сын, которого назвали в честь отца, а в 1937 году на свет появилась дочь Джуди.
В 1950 году Колльер возродила свою актёрскую карьеру, став одной из главных героинь в телевизионном шоу супруга. В 1958 году актриса исполнила небольшую роль в телесериале «Театр 90», после чего более не снималась. В декабре 1967 года после перенесённого инфаркта скончался супруг актрисы Стюарт Эрвин, а спустя три месяца, в марте 1968 года, от бронхопневмонии умерла и сама Джун Колльер. Актриса была кремирована и погребена рядом с мужем.